# Yefferson Moreira
Yefferson Moreira Scaraffoni (Bella Unión, 7 marzo 1991) è un calciatore uruguaiano, difensore svincolato.

## Carriera

### Club
Ha iniziato la sua carriera da calciatore professionista nel 2009 al Peñarol.

### Nazionale
Nel 2011 viene convocato dalla nazionale Under-20 uruguaiana per prendere parte al campionato mondiale.